# Die Form
Die Form — французький пост-індустріальний та електронний гурт, створений у 1977-78 роках. Назва «Die Form» німецькою мовою означає «форма/вигляд», і є грою англійського омоніма «deform» і французького омоніма «difforme» (деформований).

## Біографія
Die Form — основний проект французького електронного музиканта та мультимедійного художника Філіпа Фішо. У 1977 році він заснував власний лейбл звукозапису Bain Total і почав записувати кілька експериментальних касетних релізів під назвою Die Form, починаючи з Die Form 1 у 1977 році. Перший вініловий реліз («Die Puppe») з'явився в 1982 році. Хоча проєкт був ще в зародковому стані, основні концепції були очевидними — поєднання езотеричних електронних експериментів із основною темою еротизму, смерті та інших «табуйованих» тем, очевидних як з погляду на музику, так і на обкладинки альбомів, також створюваних Філіпом. Інші його ранні проекти включали Krylon Hertz, Mental Code, Camera Obscura, Eva-Johanna Reichstag, Hurt і Fine Automatic.
«Some Experiences With Shock» вийшов 1984 року, а слідом за ним пішов проєкт, спрямований на більш комерційне звучання, «Poupée Mécanique» 1986 року. Згодом Die Form об'єднав свої експериментальні та мелодичні сторони у «Photogrammes», після чого на альбомі «Corpus Delicti» 1991 року була представлена вокалістка Éliane P. Вона залишається в проєкті й досі. Наступний реліз — «Confessions» 1992 року — дав клубний хіт «Silent Order», а за рік вийшов сестринський альбом «Ad Infinitum».
У наступних релізах поетична, емоційна сторона звучання Die Form збагатилася через «The Trilogy of Passions», починаючи з «Suspiria De Profundis» 1994 року, і продовжуючи «L'âme électrique» роком пізніше. «Duality» 1997 року не завершує трилогію, тому Філіп Фішо вирішив залишити проєкт відкритим. Збірні диски «Histories» вийшли в 1998 році, а наступний альбом «Extremum/XX» побачив світ у 2000 році. Потім пішов «диптих» «InHuman» (2004) і «ExHuman» (2006), продовживши серію взаємопов'язаних концептуальних альбомів.
«The Bach project» вийшов у січні 2008 року. Це альбом, очевидно, присвячений Баху. Die Form вперше представили цю роботу наживо під час щорічних Днів Баха в німецькому місті Лейпциг, куди їх запросили. Для цього Die Form створив нове шоу з німецькою танцівницею Сабіною Зьоме.
Наприкінці 2008 року Die Form полишив лейбл Trisol і приєднався до Out of Line. Новий сингл «Her[t]z Frequenz» був випущений у жовтні 2008, а згодом «Best of XXX» у листопаді (компіляція з переробленими та ремастеризованими піснями за останні 30 років).
У 2009 році Die Form повернувся в клубному звучанні з «Noir Magnétique». Альбом був доступний лише на компакт-диску, крім того випущене спеціальне видання на 999 копій у коробці з 7-дюймовим синглом і додатковим оформленням. Також Die Form створили нове шоу з Лайною Фішбек на сцені.
У березні 2010 року на лейблі Vinyl-On-Demand було випущено вінілову компіляцію раннього матеріалу K-Cassette.
У 2011 році на незалежному лейблі Out Of Line було випущено обмежене видання «Ambient & Film Music 1+2» у форматі digipak на подвійному компакт-диску. Ця робота вийшла під гаслом Sombre Printemps.

## Дискографія

### Альбоми
- 1982: Die Puppe (LP і касета, CD виданий у 1986, ремастерований CD виданий у 2001 як «Die Puppe II»)
- 1983: Some Experiences with Shock (LP і касета, CD виданий у 1986, ремастерований CD виданий у 2001)
- 1987: Poupée Mécanique (LP і CD, ремастерований CD виданий у 2001)
- 1988: Photogrammes (LP і CD, ремастеризований CD виданий у 2001)
- 1990: Corpus Delicti (LP, CD і касета, ремастерований CD виданий у 2001 як «Corpus Delicti 2»)
- 1992: Confessions (LP, CD і касета, ремастерований CD виданий у 2001)
- 1993: Ad Infinitum (LP і CD, ремастерований CD виданий у 2002)
- 1994: Suspiria de Profundis (лише CD, ремастеризований CD виданий у 2002)
- 1995: L'âme électrique (лише CD, ремастеризований CD виданий у 2002)
- 1997: Duality (лише CD)
- 2000: Extremum/XX (CD і LP)
- 2004: InHuman (CD і LP)
- 2006: ExHuman (CD)
- 2008: Bach Project (CD)
- 2009: Noir Magnétique (CD)
- 2014: Район X (CD і LP)
- 2017: Baroque Equinox (3 видання, бокссет, CD і LP)
- 2021: Mental Camera (CD і LP)

### Збірки
- 1988: Archives & Doküments (CD і LP, перевиданий як «Archives & Documents II» у 1991 та як ремастер «Archives & Documents III» у 2001)
- 1996: Vicious Circles: The Best Of (лише CD)
- 1998: Histories (американське видання випущено як подвійний CD, європейське видання випущено як окремі CD «Histories 1» та «Histories 2»)
- 2001: AKT — Sideprojects & Experimental Collection (лише CD)
- 2008: Best of XXX (коробка з 3 CD)
- 2010: Chronology — The Bain Total Years 1.977-1.985 (6 LP + 7-inch)
- 2015: Die Form ÷ Fine Automatic (2 LP)

### Сингли та EP
- 1977: Bain Total Cleaning Solution, Music for Deaf and Dumb Persons + Mini albums 1 & 2 (1 copy metal albums)
- 1978: Zoophilic Lolita / Tanz (7-дюймовий спліт-сингл з Eva-Johanna Reichstag)
- 1981: Situation Base / Gestual Equivoque (7-дюймовий спіл-сингл з Metabolist)
- 1984: Autolyse / Masochist (спліт EP «Free 1984 Sect. One» з Portion Control і Rinf)
- 1984: Heart Of The Monster (7-дюймовий сингл)
- 1986: Slow Love (12-дюймовий сингл)
- 1988: Face to Face, Vol. 1 (спліт-LP з Asmus Tietchens)
- 1988: Poupée Mécanique / Sadia (7-дюймовий сингл)
- 1989: After The Last Gaze (7-дюймовий сингл, бонус з обмеженим тиражом Die Puppe LP)
- 1989: Présence (7-дюймовий сингл, бонус з обмеженим тиражом Some Experiments With Shock LP)
- 1989: Teufel Im Leibe (7-дюймовий сингл)
- 1990: Slow Love (7-дюймовий сингл, бонус з обмеженим тиражом Poupée Mécanique LP)
- 1990: Savage Logic (12-дюймовий і MCD)
- 1992: Imagine / Impudicus Rex (7-дюймовий сингл)
- 1993: Tears of Eros (MCD)
- 1994: Silent Order / Re-Versions (MCD)
- 1994: Rose au Coeur Violet (MCD)
- 1996: Phenomena of Visitation (MCD)
- 1998: The Hidden Cage / Spiral (12-дюймовий і MCD)
- 1998: Automatic Love (7-дюймовий спліт з The Nuns)
- 1999: Rain of Blood (MCD)
- 2000: Deep Inside (12-дюймовий і MCD)
- 2003: Zoopsia (12-дюймовий і MCD + відеотрек)
- 2008: Her[t]z Frequenz (MCD)
- 2009: Kobol (7-дюймовий сингл, обмежений бокссет Noir Magnétique)
- 2014: Schaulust (MCD)
- 2017: Psychic Poison (MCD)
- 2017: S(P)LIT / FLUXUS (LP з Mama Baer)

### Відео
- 1995: Phenomena of Visitation (VHS, Bain Total)
- 1998: Videography Vol.1 (VHS, Trisol)
- 2017: Psychic Poison (DVD, ексклюзивно доступний у коробці Baroque Equinox, Bain Total)

### Касети (K-Cassettes)
- 1978: Product 002/K.01 «I»
- 1978: Product 003/K.02 KRYLON HERTZ «I»
- 1980: ENDLESS K7 1 : FINE AUTOMATIC «Caddy Musak»
- 1980: ENDLESS K7 2 : FINE AUTOMATIC «Freezer Musak»
- 1980: ENDLESS K7 3 : FINE AUTOMATIC «Flipper Musak»
- 1981: ENDLESS K7 4 : DIE FORM «Disabled Landscape»
- 1981: K.04 «Virgin Flavour»
- 1981: K.05 KRYLON HERTZ «Smuggle Death»
- 1981: K.06 «Eva-Johanna REICHSTAG & DIE FORM: Memorial 78-79»
- 1982: K.08 FINE AUTOMATIC
- 1982: K.10 CAMERA OBSCURA «1»
- 1982: K.11 CAMERA OBSCURA «2»
- 1982: K.12 CAMERA OBSCURA «3» & DIE FORM «Final Edition»
- 1982: K.14 «Le Plomb des Cartes» / «La Loge Infernale»
- 1983: K.16 MENTAL CODE «Flexible Music Vol. 2/3»
- 1983: K.18 «Images du Monde» («Best of» Die Form/Eva-Johanna Reichstag)
- 1983: K.19 «Excisions»
- 1983: K.20 «Archives & Doküments 1»
- 1985: K.22 «Du Coeur Humain»
- 1985: K.25 «Red Action»
- 1985: K.27 FINE AUTOMATIC / D.F. SADIST SCHOOL «OrgasMechanism»
- 1985: K.28 GRAPH 4 «Messe Basse»
- 1985: K.29 «HURT» D.F. SADIST SCHOOL
- 1986: K.F. «Fetish 1»
- 1986: K.04 «Virgin Flavour 2»
- 1986: K.14 «Le Plomb des Cartes» / «La Loge Infernale»
- 1986: K.X. «X.ACTION» (SADIST SCHOOL 1.984)
- 1987: K.30 «Die Puppe»
- 1987: K.31 «Some Experiences With Shock»
- 1987: K.32 «Es lebe der Tod»
- 1989: K.35 «Flexible Music vol.1»
- 1998: «Limited Documents Vol. 1»

### Сайд-проєкти
D.Sign — Project with Philippe Fichot, Éliane P. & Mark Verhaeghen (Klinik)
- 1991: D.Sign (12-дюймовий і MCD)

Die Form Sadist School
- 1990: Les Cent Vingt Journées de Sodome (LP та CD)
- 1992: Bacterium (12-дюймовий спліт і CD з Etant Donnés)
- 1995: The Visionary Garden (CD)
- 2005: The Visionary Garden 2 (перевидання CD з відеодоріжкою)

Société Anonyme
- 1991: S.A. 123 (LP, CD і касета)

Sombre Printemps
- 1991: Ambient & Film Music (LP і CD)
- 2011: Ambient & Film Music 1+2 (подвійний CD)

Elektrode
- 1993: Die Operative Maschine (CD)

Ukiyo — Die Form and Akifumi Nakajima|Aube
- 1994: Ukiyo (CD)

Die Form ÷ Musique Concrète
- 2015: Cinema Obscura (CD)